# Bentham (cratera)
Bentham é uma cratera marciana. Tem como característica 11.5 quilômetros de diâmetro. Deve o seu nome a Bentham, uma localidade em Inglaterra, no Reino Unido.